# Хуго III фон Шьонбург-Валденбург
Хуго III фон Шьонбург-Валденбург (на немски: Hugo III von Schönburg-Waldenburg; * 29 януари 1581; † 19 декември 1644, Валденбург) е фрайхер от род Шьонбург и господар във Валденбург (в Саксония).

## Произход
Той е син на фрайхер Георг III фон Шьонбург-Валденбург (1558 – 1611) и съпругата му Ева Шенк фон Ландсберг († 1613), дъщеря на Вилхелм Шенк фон Ландсберг († 1559) и Магдалена Ройс-Плауен († 1571). Племенник е на Файт III фон Шьонбург-Лихтенщайн (1563 – 1622), женен на 7 май 1598 г. с Катарина фон Еверщайн-Масов (1579 – 1617), сестра на бъдещата му съпруга Валпурга.
Клоновете Шьонбург-Валденбург, Шьонбург-Хартенщайн съществуват до днес като Шьонбург-Глаухау.

## Фамилия
Хуго III се жени на 14 ноември 1622 г. за Валпурга фон Еверщайн-Масов († 18 януари 1645, Валденбург), дъщеря на граф Волфганг II фон Еверщайн-Масов (1528 – 1592) и Анна фон Липе (* 1551; † май 1614), дъщеря на граф Бернхард VIII фон Липе (1527 – 1563) и Катарина фон Валдек († 1583). Те нямат деца.